# Viparis
Viparis je obchodní značka a společnost v Paříži, která patří do skupiny Unibail-Rodamco. Spravuje výstaviště v Paříži a regionu Île-de-France. Viparis každoročně uspořádá 330 výstav a veletrhů, 150 kongresů a dalších 620 firemních akcí s celkovou návštěvností přes 11 miliónů návštěvníků. Viparis nahradila společnost Paris Expo. Akcionáři společnosti jsou Unibail-Rodamco (50 %) a Obchodní a průmyslová komora v Paříži (50 %).

## Výstavní prostory
Viparis spravuje následující výstaviště a komerční centra:
- Výstaviště Porte de Versailles: 226 000 m2 v devíti výstavních halách
- Paris-Nord Villepinte: 210 000 m2 v osmi halách, přes 90 000 m2 na volném prostranství
- Paris-Le Bourget: 80 000 m2 ve výstavních halách, přes 350 000 m2 na volném prostranství
- Kongresový palác v Paříži: 32 000 m2
- CNIT v La Défense: 24 000 m2
- Espace Champerret: 9 100 m2
- Espace Grande Arche v La Défense: 9 500 m2
- Carrousel du Louvre: 7 125 m2
- Kongresový palác ve Versailles: 3 170 m2, přes 1800 m2 na volném prostranství
- Kongresový palác v Issy: 3 000 m2